# پاتریک دارسی
پاتریک دارسی (انگلیسی: Patrick d'Arcy؛ زاده ۲۷ سپتامبر ۱۷۲۵ درگذشته ۱۸ اکتبر ۱۷۷۹) یک فیزیک‌دان اهل ایرلند بود.